# Nosso
Nosso é o primeiro álbum ao vivo (e terceiro da carreira solo) de Paula Toller, lançado pela Posto 9 Música em 2008. O show de gravação ocorreu no dia 12 de agosto de 2008 no Teatro Oi Casa Grande, na cidade do Rio. A canção "Meu Amor Se Mudou Pra Lua" ganhou um disco de platina e foi certificada pela PMB por atingir mais de 100 mil cópias digitais vendidas.

## Lista de faixas
| N.º | Título                                            | Compositor(es)                                                  | Duração |  |
| 1.  | "O Que É Que Eu Sou?"                             | Erasmo Carlos                                                   | 3:18    |  |
| 2.  | "Meu Amor Se Mudou pra Lua"                       | Nenung                                                          | 3:17    |  |
| 3.  | "All Over"                                        | Donavon Frankenreiter, Paul Ralphes, Caio Fonseca, Paula Toller | 3:21    |  |
| 4.  | "Oito Anos"                                       | Paula Toller, Dunga                                             | 2:56    |  |
| 5.  | "Mamãe, Coragem"                                  | Torquato Neto, Caetano Veloso                                   | 3:32    |  |
| 6.  | "Barcelona 16"                                    | Paula Toller, Paul Ralphes, Caio Fonseca                        | 4:01    |  |
| 7.  | "Eu Quero Ir pra Rua"                             | Coringa, Paula Toller                                           | 3:47    |  |
| 8.  | "Grand' Hotel"                                    | George Israel, Paula Toller, Lui Farias                         | 3:21    |  |
| 9.  | "Um Primeiro Beijo"                               | Paula Toller, Paul Ralphes, Caio Fonseca                        | 3:06    |  |
| 10. | "Pane de Maravilha" (Part. Dado Villa-Lobos)      | Dado Villa-Lobos, Paula Toller, Fausto Fawcett                  | 3:25    |  |
| 11. | "Fly Me to the Moon"                              | Bart Howard                                                     | 4:47    |  |
| 12. | "Saúde / Só Love"                                 | Rita Lee, Buchecha                                              | 2:57    |  |
| 13. | "Nada por Mim"                                    | Paula Toller, Herbert Vianna                                    | 3:30    |  |
| 14. | "Glass (I'm so Brazilian)" (Part. Kevin Johansen) | Kevin Johansen                                                  | 3:58    |  |
| 15. | "Você Me Ganhou de Presente"                      | Paul Ralphes, Coringa, Paula Toller                             | 3:52    |  |
| 16. | "E o mundo não se acabou"                         | Assis Valente                                                   | 3:40    |  |
| 17. | "1800 Colinas" (Part. Dado Villa-Lobos)           | Gracia do Salgueiro                                             | 2:44    |  |
| 18. | "À Noite Sonhei Contigo"                          | Kevin Johansen                                                  | 4:03    |  |
| 19. | "Derretendo Satélites"                            | Paula Toller, Herbert Vianna                                    | 4:11    |  |
| 20. | "Anoche Soñe Contigo" (Part. Kevin Johansen)      | Kevin Johansen                                                  | 4:13    |  |